# Лукави
Лукави (пол. Łukawy, нім. Hermsdorf) — село в Польщі, у гміні Жари Жарського повіту Любуського воєводства.
Населення — 130 осіб (2011).
У 1975-1998 роках село належало до Зеленогурського воєводства.

## Демографія
Демографічна структура станом на 31 березня 2011 року:
|          | Загалом | Допрацездатний вік | Працездатний вік | Постпрацездатний вік |
| -------- | ------- | ------------------ | ---------------- | -------------------- |
| Чоловіки | 65      | 14                 | 44               | 7                    |
| Жінки    | 65      | 12                 | 39               | 14                   |
| Разом    | 130     | 26                 | 83               | 21                   |